# Jay Blakeney
Pour les articles homonymes, voir Blakeney.
Jay Blakeney (née le 10 octobre 1946 en Angleterre - décédée le 24 octobre 2007), est une romancière britannique de romans d'amour, qui a utilisé les pseudonymes Anne Weale et Andrea Blake.

### Sous le nom de Anne Weale

#### Œuvres
- L'inconnu dans l'île
- Tout au bout de l'arc-en-ciel
- Un inconnu couleur de rêve
- Quadrille aux Bahamas
- Sept fontaines dans un jardin
- Comme un corps sans âme
- La clairière de l'hiver
- Trop belle Annabel
- L'autre moitié de l'orange
- À en perdre la raison
- Au risque de l'aimer
- Le pays de mon cœur
- L'enfer sera mon paradis
- La princesse au cœur tremblant
- Car j'ignore où tu fuis…
- Il a fallu cette rencontre
- Les jours bleus passés en mer
- Le passager de la brise
- Un ciel d'aigue-marine
- Une robe couleur d'océan
- La villa des dauphins
- Les premiers instants de notre amour
- Les arbres de Javea
- Au portail de la lune
- En dépit des orages…
- La vie avec toi
- Les nuits d'Antigua
- Plus belle pour toi
- Le vagabond de l'océan
- La villa Delphini
- Le lagon perdu
- Ton sourire à Marbella
- Sur la route de Tortosa
- La fille de Neptune
- Rappelle-toi Babylone…
- Bali, l'île des dieux
- Champagne pour Rosie !
- Portrait d'un gentleman
- Croisière au paradis
- Une nouvelle vie pour Jane
- Les pièges de l'amour
- Aux couleurs du bonheur
- Retrouvailles à Venise
- Amère vengeance

#### Anthologies
- Chimères en Sierra Leone / La dernière corrida / A en perdre la raison